# 광덕초등학교 (충남)
광덕초등학교는 대한민국 충청남도 천안시 동남구에 있는 공립 초등학교이다.

## 학교 연혁
- 1922년 9월 30일: 설립인가
- 1923년 5월 14일: 개교
- 1938년 4월 1일: 광덕공립심상소학교로 개칭
- 1941년 4월 1일: 광덕공립국민학교로 개칭
- 1949년 9월 30일: 보산원국민학교 분리
- 1951년 12월 1일: 행정국민학교 분리
- 1981년 3월 8일: 병설유치원 개원
- 1996년 3월 1일: 광덕초등학교로 개칭
- 2014년 2월 ?일: 제88회 졸업
- 2014년 3월 1일: 7학급 편성, 병설유치원 1학급
- 2015년 2월 ?일: 제89회 졸업
- 2015년 3월 1일: 6학급(특수 1학급) 편성

## 참고 자료
- 광덕초등학교 - 한국교육학술정보원 학교알리미